# أغوستين رودريغيز فوينتيس
أغوستين رودريغيز فوينتيس (بالإسبانية: Agustín Rodríguez Fuentes)‏ هو سياسي مكسيكي، ولد في 28 أغسطس 1950 في أوخاكا في المكسيك. حزبياً، نشط في حزب الثورة الديمقراطية. وقد انتخب عضو مجلس النواب المكسيك.